# Hartmut Ziebs
Hartmut Ziebs (* 28. Juni 1959 in Schwelm) ist ein deutscher Feuerwehrmann und Kommunalpolitiker (CDU). Er war von 2016 bis 2019 Präsident des Deutschen Feuerwehrverbandes.

## Leben

### Ausbildung und Beruf
Hartmut Ziebs wurde in Schwelm geboren, ging dort auf die katholische Grundschule St. Marien und erreichte die Mittlere Reife 1976 an der Dietrich-Bonhoeffer-Realschule. Dort war er 1975/76 Schülersprecher. Danach absolvierte er eine Ausbildung zum Zimmermann in Wuppertal. Am Cuno-Berufskolleg in Hagen erlangte er die Fachhochschulreife, während seines Studiums holte er die Hochschulreife nach. Zwischen 1980 und 1987 studierte er an der Bergischen Universität Wuppertal Bauingenieurwesen und schloss 1987 als Diplom-Ingenieur ab.
Von 1987 bis 2009 arbeitete er im elterlichen Gerüstbauunternehmen und übernahm den Betrieb 2009 von seinem Vater.

### Ehrenamtliche Tätigkeiten bei der Feuerwehr
Seit dem Jahr 1977 ist Hartmut Ziebs Mitglied der Freiwilligen Feuerwehr Schwelm. 1987 wurde er stellvertretender Leiter und 1994 Leiter der Feuerwehr Schwelm als Ehrenbeamter der Stadt Schwelm. 2001 war er stellvertretender Bezirksbrandmeister und 2002 bis 2015 schließlich Bezirksbrandmeister der Bezirksregierung Arnsberg als Ehrenbeamter des Landes NRW.
Zwischen 2003 und 2015 war er Vizepräsident des Deutschen Feuerwehrverbandes e. V. Von Januar 2016 bis Ende Dezember 2019 war Ziebs gewählter Präsident des Deutschen Feuerwehrverbandes e. V. (DFV). In seiner Amtszeit setzte er sich für die Stärkung des Ehrenamtes und der ländlichen Räume ein. Ein besonderes Augenmerk legte Ziebs auf die Förderung von Frauen, Jugendarbeit und Integration in der Feuerwehr. Ziebs schob schon in seiner Dienstzeit das Thema „Aufarbeitung der Feuerwehren in der NS-Zeit“ an. Auf seine Initiative richtete der Arbeitskreis V der Innenministerkonferenz eine gemeinsame Arbeitsgruppe „Waldbrandkonferenz“, bestehend aus Vertretern des DFV und der Innenministerkonferenz, ein. Dabei wurde das Thema Klimawandel, besonders die adäquate Ausstattung der Feuerwehr in Vorbereitung auf extremere Wetterereignisse, in den Mittelpunkt gerückt.
Am 12. November 2019 entzogen fünf der sieben Vizepräsidenten des Deutschen Feuerwehrverbandes Ziebs das Vertrauen und forderten ihn zum Rücktritt auf. Ziebs brachte dies in Zusammenhang mit eigenen Äußerungen über eine rechtspopulistische Unterwanderung der Feuerwehr und Einstellung von Müjgan Perçin mit türkischen Vorfahren als Bundesgeschäftsführerin. Laut Präsidialrat lag die Vertrauenskrise in strukturellen Problemen und gestörter Kommunikation im Präsidium und verurteilte Drohungen gegen Ziebs und Verunglimpfungen von Vizepräsidenten in sozialen Medien. Auch der Präsidialrat des Verbands entzog Ziebs das Vertrauen. Bei einer im April 2020 geplanten Delegiertenversammlung des Verbandes wollte Ziebs nicht wieder kandidieren. Am 14. Dezember 2019 veröffentlichte das Feuerwehr-Magazin Gründe für die Vertrauenskrise zwischen Ziebs und dem Präsidium: Ziebs habe u. a. das Präsidium wiederholt über Vorgänge im Verband nicht informiert. So sei der Stellvertretende Bundesgeschäftsführer Rudolf Römer auf Anweisung vom Ziebs nach einer Anhäufung von Überstunden für ein halbes Jahr freigestellt worden, ohne dass das Präsidium informiert worden wäre; die Freistellung war offiziell aus Rücksicht auf die Gesundheit Römers erfolgt. Am 4. November 2019 erfolgte die Entziehung seiner Personalvollmacht für Römer, was laut Satzung des Verbandes ohne Anhörung des Präsidialrates nicht durchgeführt werden durfte. Ebenfalls am 14. Dezember 2019 erklärte Hartmut Ziebs seinen endgültigen Rücktritt als Präsident des Deutschen Feuerwehrverbandes zum 31. Dezember 2019. Ziebs begründete seinen Rücktritt mit zahlreichen Hassbotschaften, Drohungen und Bedrohungen.
Von Juli 2019 und bis Oktober 2020 war Ziebs Vizepräsident des Weltfeuerwehrverbandes CTIF. Ein besonderes Anliegen waren ihm der internationale Austausch und die Völkerverständigung.

### Politischer Werdegang
Hartmut Ziebs engagierte sich in jungen Jahren erst in der Schüler Union und anschließend in der Jungen Union im Ennepe-Ruhr-Kreis, bevor er in die CDU eintrat. Von 2009 bis 2020 war er sachkundiger Bürger für die CDU-Fraktion in Schwelm. Bei den Kommunalwahlen 2020 trat er für den Ratswahlbezirk 160 in der Stadt Schwelm an und wurde in den Schwelmer Stadtrat gewählt.
Bei der Bundestagswahl 2021 trat er als CDU-Kandidat im Wahlkreis Ennepe-Ruhr-Kreis II an, unterlag jedoch dem SPD-Kandidaten Axel Echeverria mit 24,6 zu 35,4 Prozent der Stimmen.

### Lobbyismus
Hartmut Ziebs ist als Beisitzer im Vorstand des Lobbyvereins Cyber-Sicherheitsrat Deutschland tätig.

### Auszeichnungen
Im Jahr 2018 erhielt Hartmut Ziebs das Bundesverdienstkreuz am Bande von NRW-Innenminister Herbert Reul (CDU) überreicht. Zudem erhielt Ziebs aus verschiedenen Ländern Verdienstorden, z. B. das Große Verdienstkreuz des Österreichischen Bundesfeuerwehrverbandes und den Verdienstorden der Republik Armenien. Vom Deutschen Feuerwehrverband erhielt er bereits 2001 das Deutsche Feuerwehr-Ehrenkreuz in Gold und 2013 das Feuerwehr-Ehrenzeichen der Sonderstufe des Landes NRW. 2017 erhielt Ziebs die Malteser Dankplakette des Malteser Ritterordens.

### Privates
Hartmut Ziebs ist verheiratet und hat zwei Kinder. Er ist römisch-katholisch und lebt gemeinsam mit seiner Frau in der Stadt Schwelm im Ennepe-Ruhr-Kreis.